# Saint-André-Treize-Voies
Saint-André-Treize-Voies foi uma comuna francesa na região administrativa da Pays de la Loire, no departamento de Vendéia. Estendia-se por uma área de 18,96 km². Em 2010 a comuna tinha 3 789 habitantes (densidade: 199,8 hab./km²).
Em 1 de janeiro de 2016, passou a formar parte da nova comuna de Montréverd.